# イソプロパノールデヒドロゲナーゼ (NADP+)
イソプロパノールデヒドロゲナーゼ (NADP+)（isopropanol dehydrogenase (NADP+)）は、プロピオン酸の代謝酵素の一つで、次の化学反応を触媒する酸化還元酵素である。
2-プロパノール + NADP+ {\displaystyle \rightleftharpoons } アセトン + NADPH + H+
反応式の通り、この酵素の基質は2-プロパノールとNADP+、生成物はアセトンとNADPHとH+である。
組織名はpropan-2-ol:NADP+ oxidoreductaseである。